# Domenico Leonati
Domenico Leonati (Battaglia, 12 febbraio 1703 – Padova, 4 gennaio 1793) è stato un presbitero italiano, fondatore della congregazione delle Suore di San Francesco di Sales (Salesie).

## Biografia
Si è occupato delle bambine e ragazze in stato di abbandono o temporaneamente prive di un ambiente familiare idoneo alla loro crescita, fondando un Conservatorio a Ponte di Brenta (Padova).
A questo si sono via via aggiunte altre istituzioni scolastiche, a partire dalle scuole materne, gestite dalle salesie, ora impegnate anche nelle case-famiglia.